# 지계표

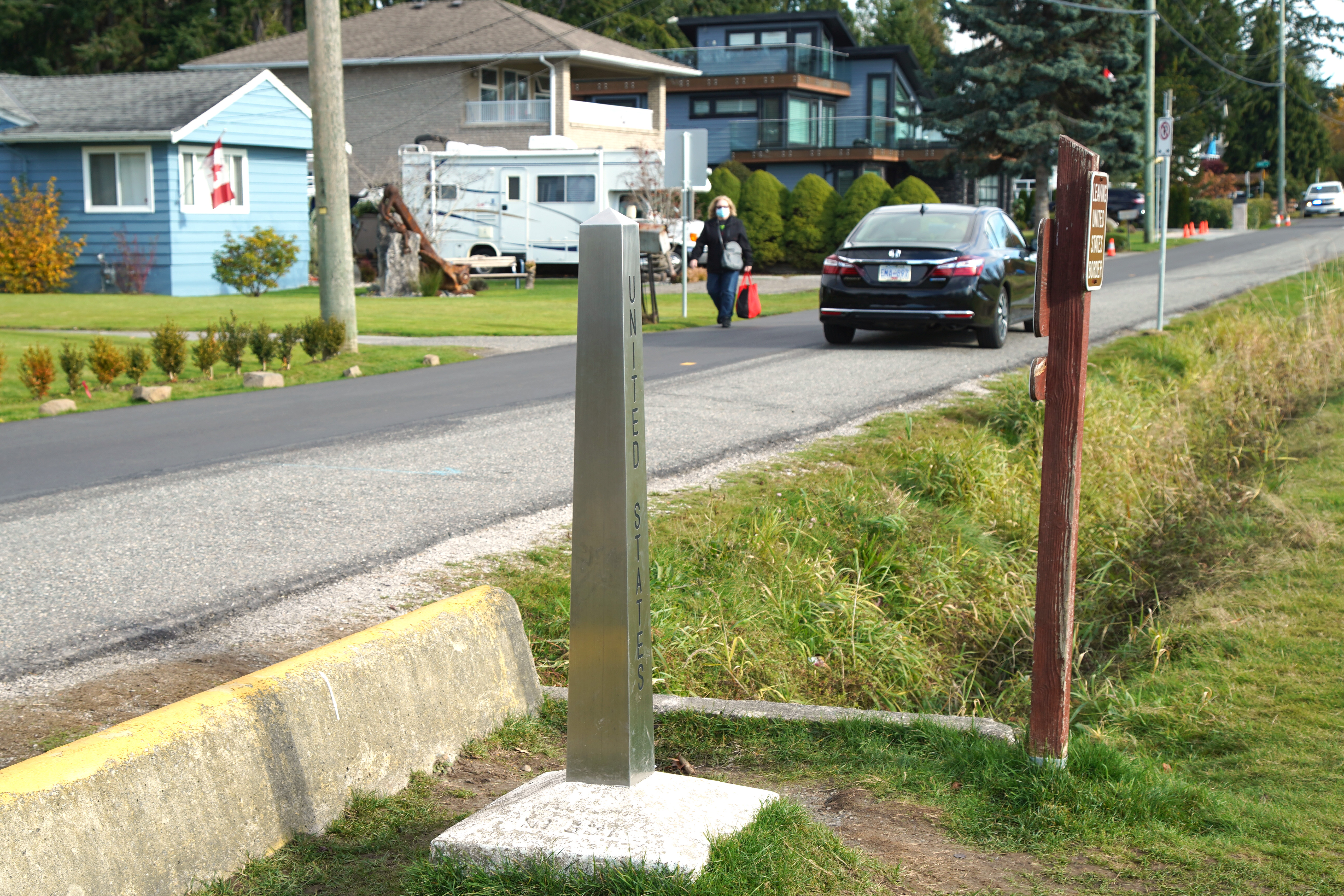
캐나다(왼쪽)와 미국(오른쪽) 사이의 지계표

지계표(地界標), 바운더리 마커(boundary marker), 경계 표지, 경계 마커, 경계 표식은 토지경계의 시작이나 경계의 변화, 특히 경계방향의 변화를 식별하는 견고한 물리적 표식이다. 경계 나무, 기둥, 기념물, 오벨리스크 및 모서리로 알려진 여러 다른 유형의 명명된 경계 표시가 있다. 지계표는 경계를 결정하기 위해 경계선이 직선으로 이어지는 표식일 수도 있다. 지계표는 고정된 표식일 수도 있다.

## 같이 보기
- 결계
- 랜드마크
- 이정표
- 삼합점